# ダーコ・ラヤコビッチ
ダーコ・ラヤコビッチ（Darko Rajaković, 1979年2月22日 - ）は、セルビアのチャチャク出身のバスケットボール指導者。NBAのトロント・ラプターズでヘッドコーチを務めている。

## 経歴

### ユースコーチ時代
1996年に、16歳でセルビア・バスケットボールリーグのKKボラックのユースチームのヘッドコーチに就任した。1999年にはKKツルヴェナ・ズヴェズダのユースチームのヘッドコーチに就任し、8年間務めた。2003年にはアリゾナ大学、2007年にはデューク大学を訪問し、マイク・シャシェフスキーらから指導法を学んだ。
また、2004年から2011年まで、NBAサマーリーグでサンアントニオ・スパーズのアシスタントコーチを務めていた。

### Dリーグコーチ時代
2012年にNBADリーグのタルサ・66ersのヘッドコーチに就任した。Dリーグで北米以外の出身者がヘッドコーチを務めるのは史上初であった。2年間で通算51勝49敗だった。

### NBAコーチ時代
2014年7月5日にNBAのオクラホマシティ・サンダーのアシスタントコーチに就任し、ビクター・オラディポ、デニス・シュルーダーらを指導した。
2019年6月26日にフェニックス・サンズのアシスタントコーチに就任した。
2020年9月26日にメンフィス・グリズリーズのアシスタントコーチに就任した。
2022年1月11日のゴールデンステート・ウォリアーズ戦にて代理のヘッドコーチを務めた。NBAにおいてヨーロッパ出身の人物がヘッドコーチを務めるのは、同じセルビア出身のイゴール・ココスコフ以来、史上2人目であった。
2023年6月23日にトロント・ラプターズのヘッドコーチに就任した。

## 代表歴
2019年から、セルビア代表のアシスタントコーチを務めている。